# Галлер, Герман
Герман Галлер (нем. Hermann Haller; 24 декабря 1880, Берн — 23 ноября 1950, Цюрих) — швейцарский скульптор, основоположник современной пластики в Швейцарии.

## Биография
Герман Галлер родился 24 декабря 1880 года в городе Берне. Уже в 14-летнем возрасте, после посещения выставки полотен Фердинанда Ходлера, принимает решение стать художником, однако вначале изучает в Штутгарте архитектуру. Затем — живопись в Мюнхене. Здесь он встречает своего однокашника Пауля Клее. 
Позднее, вернувшись в Штутгарт, учится в местной Академии изобразительных искусств. Благодаря помощи винтертурского мецената и покровителя искусств, владельца частного музея художеств Теодора Рейнхарта Галлер совершает учебную поездку в Рим, где уже окончательно определяется как скульптор. В 1907 году, после ряда журнальных публикаций, к нему приходит известность.
Да 1914 года скульптор со своей семьёй живёт в Париже. Затем с началом Первой мировой войны, возвращается в Швейцарию. Жил в Цюрихе и был признан лучшим скульптором Швейцарии своего времени. В 1933 году становится почётным доктором Цюрихского университета.
Герман Галлер умер 23 ноября 1950 года в Цюрихе.
Главной темой его творчества было изображение красоты женского тела как в фигурах ню в натуральную величину, так и в портретах в виде бюстов. Великолепна также глиняная женская скульптура мастера.

## Скульптуры (избранное)
- Памятник Гансу Вальдману в Цюрихе
- Памятник Оскару Бидеру в Берне